# Akram El Hadi Salim
Akram El Hadi Salim est un footballeur soudanais né le 27 février 1987. Il évolue au poste de gardien de but.
Il a participé à la Coupe d'Afrique des nations 2008 avec l'équipe du Soudan.

## Carrière
- 2008- : Al Merreikh ( Soudan)